# Lista över rosväxternas släkten
Detta är en lista över släkten i familjen rosväxter alfabetiskt ordnad efter de vetenskapliga namnen.

## A
| Vetenskapligt namn    | Auktor          | Svenskt namn    | Källa |
| --------------------- | --------------- | --------------- | ----- |
| Acaena                | Mutis ex L.     | taggpimpineller | NRM   |
| Adenostoma            | Hook.&Arn.      |                 | ITIS  |
| Agrimonia             | L.              | småborrar       | NRM   |
| Alchemilla            | L.              | daggkåpor       | NRM   |
| Amelanchier           | Medik.          | häggmisplar     | NRM   |
| Amygdalopsis → Prunus |                 |                 |       |
| Amygdalus → Prunus    |                 |                 |       |
| Aphanes               | L.              | jungfrukammar   | NRM   |
| Aremonia              | Neck. ex Nestl. | aremonior       | NRM   |
| Argentina             | Hill            | gåsörter        | NRM   |
| Aria                  | Jacq.f.         |                 | IPNI  |
| Armeniaca → Prunus    |                 |                 |       |
| Aronia                | Medik.          | aronior         | NRM   |
| Aruncus               | L.              | plymspireor     | NRM   |

## B
| Vetenskapligt namn | Auktor                | Svenskt namn | Källa |
| ------------------ | --------------------- | ------------ | ----- |
| Bencomia           | Webb&Berthel.         |              | IPNI  |
| Brachycaulos       | B.K.Dixit&G.Panigrahi |              | IPNI  |

## C
| Vetenskapligt namn        | Auktor          | Svenskt namn | Källa |
| ------------------------- | --------------- | ------------ | ----- |
| Cerasus → Prunus          |                 |              |       |
| Cercocarpus               | Kunth           |              | SKUD  |
| Chaenomeles               | Lindl.          | rosenkvitten | NRM   |
| Chamaebatia               | Benth.          |              | ITIS  |
| Chamaebatiaria            | (Porter) Maxim. |              | ITIS  |
| Chamaemeles               | Lindl.          |              | IPNI  |
| Chamaemespilus            | Medik.          |              | IPNI  |
| Chamaerhodos              | Bunge           |              | ITIS  |
| Choenomeles → Chaenomeles |                 |              |       |
| Cliffortia                | L.              |              | IPNI  |
| Coleogyne                 | Torr.           |              | ITIS  |
| Coluria                   | R.Br.           |              | IPNI  |
| Comarum                   | L.              | kråkklövrar  | NRM   |
| Cormus                    | Spach           |              | IPNI  |
| Cotoneaster               | Medik.          | oxbär        | NRM   |
| Cowania                   | D.Don           |              | ITIS  |
| Crataegus                 | L.              | hagtornar    | NRM   |
| Cydonia                   | Mill.           | kvitten      | NRM   |

## D
| Vetenskapligt namn | Auktor                | Svenskt namn  | Källa |
| ------------------ | --------------------- | ------------- | ----- |
| Dalibarda          | L.                    |               | ITIS  |
| Dasiphora          | Raf.                  | tokar         | NRM   |
| Dichotomanthes     | Kurz                  |               | IPNI  |
| Docynia            | Decne.                |               | IPNI  |
| Docyniopsis        | (C.K.Schneid.) Koidz. |               | IPNI  |
| Dryas              | L.                    | fjällsippor   | NRM   |
| Drymocallis        | Fourr.                | trollsmultron | NRM   |
| Duchesnea          | Sm.                   |               | SKUD  |

## E
| Vetenskapligt namn | Auktor | Svenskt namn | Källa |
| ------------------ | ------ | ------------ | ----- |
| Eriobotrya         | Lindl. |              | SKUD  |
| Eriolobus → Malus  |        |              |       |
| Erythrocoma → Geum |        |              |       |
| Exochorda          | Lindl. | pärlbuskar   | SKUD  |

## F
| Vetenskapligt namn | Auktor | Svenskt namn | Källa |
| ------------------ | ------ | ------------ | ----- |
| Fallugia           | Endl.  |              | ITIS  |
| Filipendula        | Mill.  | älggräs      | NRM   |
| Fragaria           | L.     | smultron     | NRM   |

## G
| Vetenskapligt namn | Auktor   | Svenskt namn | Källa |
| ------------------ | -------- | ------------ | ----- |
| Geum               | L.       | nejlikrot    | NRM   |
| Gillenia           | Moench   | gillenior    | SKUD  |
| Guamatela          | Donn.Sm. |              | IPNI  |

## H
| Vetenskapligt namn | Auktor          | Svenskt namn | Källa |
| ------------------ | --------------- | ------------ | ----- |
| Hagenia            | J.F.Gmel.       |              | SKUD  |
| Hesperomeles       | Lindl.          |              | IPNI  |
| Heteromeles        | M.Roemer        |              | ITIS  |
| Holodiscus         | (K.Koch) Maxim. | vippspireor  | NRM   |
| Horkelia           | Cham.&Schlecht. |              | ITIS  |
| Horkeliella        | Rydb.           |              | ITIS  |
| Hulthemia → Rosa   |                 |              |       |

## I
| Vetenskapligt namn | Auktor     | Svenskt namn | Källa |
| ------------------ | ---------- | ------------ | ----- |
| Ivesia             | Torr.&Gray |              | ITIS  |

## K
| Vetenskapligt namn | Auktor          | Svenskt namn | Källa |
| ------------------ | --------------- | ------------ | ----- |
| Kageneckia         | Ruiz&Pav.       |              | IPNI  |
| Kelseya            | (S.Wats.) Rydb. |              | ITIS  |
| Keseyi             | (S.Wats.) Rydb. |              | ITIS  |
| Kerria             | DC.             | kerrior      | NRM   |

## L
| Vetenskapligt namn    | Auktor      | Svenskt namn | Källa |
| --------------------- | ----------- | ------------ | ----- |
| Laurocerasus → Prunus |             |              |       |
| Leucosidea            | Eckl.&Zeyh. |              | IPNI  |
| Leutkea               | Bong.       |              | ITIS  |
| Lindleya              | H.B.&K.     |              | IPNI  |
| Llyonothamnus         | Gray        |              | ITIS  |

## M
| Vetenskapligt namn | Auktor          | Svenskt namn | Källa |
| ------------------ | --------------- | ------------ | ----- |
| Maddenia           | Hook.f.&Thomson |              | IPNI  |
| Malacomeles        | (Dcne.) Engelm. |              | ITIS  |
| Malus              | Mill.           | aplar        | NRM   |
| Margyricarpus      | Ruiz&Pav.       |              | IPNI  |
| Mespilus           | L.              | misplar      | NRM   |

## N
| Vetenskapligt namn | Auktor              | Svenskt namn | Källa |
| ------------------ | ------------------- | ------------ | ----- |
| Neillia            | D.Don               |              | SKUD  |
| Neviusia           | Gray                |              | ITIS  |
| Nuttalia           | Torr.&Gray ex Hook. |              | IPNI  |

## O
| Vetenskapligt namn | Auktor    | Svenskt namn | Källa |
| ------------------ | --------- | ------------ | ----- |
| Oemleria           | Reichenb. |              | ITIS  |
| Orthurus           | Juz.      |              | IPNI  |
| Osteomeles         | Lindl.    |              | ITIS  |

## P
| Vetenskapligt namn        | Auktor       | Svenskt namn | Källa |
| ------------------------- | ------------ | ------------ | ----- |
| Padus → Prunus            |              |              |       |
| Pentactina                | Nakai        |              | IPNI  |
| Pentaphylloides           | Durham.      |              | ITIS  |
| Peraphyllum               | Nutt.        |              | ITIS  |
| Persica → Prunus          |              |              |       |
| Petrophyton               | Rydb.        |              | ITIS  |
| Petrophytum → Petrophyton |              |              |       |
| Photinia                  | Lindl.       |              | SKUD  |
| Physocarpus               | (Camb.) Raf. | smällspireor | ITIS  |
| Polylepis                 | Ruiz&Pav.    |              | IPNI  |
| Porteranthus → Gillenia   |              |              |       |
| Potaninia                 | Maxim.       |              | IPNI  |
| Potentilla                | L.           | fingerörter  | NRM   |
| Poterium → Sanguisorba    |              |              |       |
| Pourthiaea                | Decne.       |              | SKUD  |
| Prinsepia                 | Royle        |              | SKUD  |
| Prunus                    | L.           | prunusar     | NRM   |
| Pseudocydonia             | Schneid.     |              | ITIS  |
| Purpusia                  | T.Brandeg.   |              | ITIS  |
| Purshia                   | DC. ex Poir. |              | ITIS  |
| Pygeum → Prunus           |              |              |       |
| Pyracantha                | M.Roem.      | eldtornar    | NRM   |
| Pyrus                     | L.           | päron        | NRM   |

## Q
| Vetenskapligt namn | Auktor | Svenskt namn | Källa |
| ------------------ | ------ | ------------ | ----- |
| Quillaja           | Molina | kvillajor    | SKUD  |

## R
| Vetenskapligt namn | Auktor        | Svenskt namn | Källa |
| ------------------ | ------------- | ------------ | ----- |
| Rhaphiolepis       | Lindl.        |              | IPNI  |
| Rhodotypos         | Siebold&Zucc. |              | SKUD  |
| Rosa               | L.            | rosor        | NRM   |
| Rubus              | L.            | rubusar      | NRM   |

## S
| Vetenskapligt namn         | Auktor                   | Svenskt namn     | Källa |
| -------------------------- | ------------------------ | ---------------- | ----- |
| Sanguisorba                | L.                       | pimpineller      | NRM   |
| Sarcopoterium              | Spach                    |                  | IPNI  |
| Schistophyllidium          | Ikonn.                   | spetsfingerörter | NRM   |
| Sibbaldia                  | L.                       | dvärgfingerörter | NRM   |
| Sibbaldiopsis → Potentilla |                          |                  |       |
| Sibiraea                   | Maxim.                   |                  | SKUD  |
| Sieversia → Geum           |                          |                  |       |
| Sorbaria                   | (Ser. ex DC.) A.Braun    | rönnspireor      | NRM   |
| Sorbus                     | L.                       | oxlar            | NRM   |
| Spenceria                  | Trimen                   |                  | IPNI  |
| Spiraea                    | L.                       | spireor          | NRM   |
| Spiraeanthus               | (Fisch.&C.A.Mey.) Maxim. |                  | ITIS  |
| Stephanandra               | Siebold&Zucc.            | stefanandror     | NRM   |
| Stranvaesia → Photinia     |                          |                  |       |

## T
| Vetenskapligt namn       | Auktor        | Svenskt namn | Källa |
| ------------------------ | ------------- | ------------ | ----- |
| Taihangia                | T.T.Yu&C.L.Li |              | IPNI  |
| Tetraglochin             | [Kunze.]      |              | IPNI  |
| Tormentilla → Potentilla |               |              |       |
| Torminalis               | Medik.        |              | IPNI  |

## V
| Vetenskapligt namn | Auktor                 | Svenskt namn | Källa |
| ------------------ | ---------------------- | ------------ | ----- |
| Vauquelinia        | Correa ex Humb.&Bonpl. |              | ITIS  |

## W
| Vetenskapligt namn | Auktor | Svenskt namn | Källa |
| ------------------ | ------ | ------------ | ----- |
| Waldsteinia        | Willd. | waldsteinior | NRM   |

## X
| Vetenskapligt namn | Auktor       | Svenskt namn | Källa |
| ------------------ | ------------ | ------------ | ----- |
| Xerospiraea        | J.Henrickson |              | IPNI  |

## Auktorkällor
- IPNI - International Plant Names Index
- ITIS - Integrated Taxonomic Information System
- NRM - Naturhistoriska riksmuseets checklista
- SKUD - Svensk kulturväxtdatabas